# Millettia achtenii
Millettia achtenii är en ärtväxtart som beskrevs av De Wild. Millettia achtenii ingår i släktet Millettia och familjen ärtväxter. Inga underarter finns listade i Catalogue of Life.